# أرماندو روبلس غودوي
أرماندو روبلس غودوي (بالإنجليزية: Armando Robles Godoy؛ بالإسبانية: Armando Robles Godoy) هو كاتب وصحفي ومخرج بيروفي وأمريكي، ولد في 7 فبراير 1923 في نيويورك في الولايات المتحدة، وتوفي في 10 أغسطس 2010 في ليما في بيرو.

## وصلات خارجية
- أرماندو روبلس غودوي على موقع IMDb (الإنجليزية)
- أرماندو روبلس غودوي على موقع روتن توميتوز (الإنجليزية)
- أرماندو روبلس غودوي على موقع ألو سيني (الفرنسية)
- أرماندو روبلس غودوي على موقع قاعدة بيانات الفيلم (الإنجليزية)
- أرماندو روبلس غودوي على موقع كينوبويسك (الروسية)